# Natallja Michnewitsch
Natallja Michnewitsch (belarussisch Наталля Міхневіч, engl. Transkription Natallia Mikhnevich, russisch Наталья Михневич, geborene Charaneka, Харанэка, engl. Kharaneka, russ. Хоронеко – Choroneko – Khoroneko; * 25. Mai 1982 in Newinnomyssk) ist eine belarussische Kugelstoßerin.

## Biografie
Nach einer Silbermedaille bei den Jugendweltmeisterschaften 1999 gewann sie bei den Juniorenweltmeisterschaften 2000 Bronze. Bei den Junioreneuropameisterschaften 2001 gewann sie dann eine Goldmedaille. Die nächste Goldmedaille gewann sie mit 17,66 m bei den U23-Europameisterschaften 2003 in Bydgoszcz.
Bei den Hallenweltmeisterschaften 2004 in Budapest wurde sie Neunte. Die Wettbewerbe im Kugelstoßen bei den Olympischen Spielen 2004 wurden nicht in Athen, sondern an historischer Stätte in Olympia ausgetragen. Mit 18,96 m belegte Charaneka den fünften Platz. Ein Jahr später bei den Weltmeisterschaften 2005 in Helsinki erreichte sie mit 18,34 m den achten Platz. Zwei Wochen später gewann sie bei der Universiade in Izmir den Wettbewerb mit 18,86 m.
2006 gewann sie bei den Hallenweltmeisterschaften in Moskau mit 19,84 m Gold vor der Deutschen Nadine Kleinert. Zu den Europameisterschaften 2006 in Göteborg reiste Charaneka nach ihrem Hallentitel als Mitfavoritin an. Vor dem letzten Versuch führte ihre Landsfrau Nadseja Astaptschuk mit 19,42 m. Im letzten Versuch gelang dann Charaneka ein Stoß auf 19,43 m und sie holte damit Gold. Dieser Vorsprung von einem Zentimeter entschied den ausgeglichensten Wettkampf im Kugelstoßen bei Europameisterschaften überhaupt. Kurz nach den Europameisterschaften gelang Charaneka in Padua ein Stoß auf eine persönliche Bestleistung von 20,17 m.
2007 heiratete sie und legte sie eine Babypause ein. Bereits bei den Olympischen Spielen 2008 in Peking trat sie gedopt an und erschlich sich mit einer Weite von 20,28 m hinter Valerie Vili (NZL) die Silbermedaille. Ebenfalls Zweite wurde sie bei den Europameisterschaften 2010 in Barcelona.
Natallja Michnewitsch hat bei einer Körpergröße von 1,80 m ein Wettkampfgewicht von 81 kg. Sie ist seit 17. März 2007 mit dem Weltmeister im Kugelstoßen von 2003, Andrej Michnewitsch, verheiratet und lebt mit ihm und einem gemeinsamen Sohn in Witebsk.

## Doping
Wegen Dopings mit Stanozolol wurde sie im April 2013 für zwei Jahre gesperrt. Bei einem nachträglichen Test der Dopingprobe von den Olympischen Spielen 2008 wurde Michnewitsch 2016 außerdem positiv auf Metandienon und Stanozolol getestet und vom IOC disqualifiziert.